# Иоаким Корсунянин
Иоаки́м Корсу́нянин (? — 1030, Великий Новгород) — согласно традиционной церковной историографии, первый епископ в Новгороде в 989 (дата условна, в некоторых летописях указывается 992 год) — 1030 годах с титулом «епископ Новгородский»; прозвище предположительно дано по месту его прежнего служения или жительства — Корсуня. Местночтимый святой; в современной Русской церкви (с 1981 года) его память совершается в день празднования Собора Новгородских святых — в 3-ю Неделю по Пятидесятнице и в Соборе святителей Новгородских.
Иоаким упоминается в Новгородской первой летописи младшего извода в статье 989 года, в рассказе о крещении новгородцев, и именуется там «архиепископом Акимом Корсунянином». В летописи Новгородской второй (Новгородская летопись Малиновского) в статье 988 года сообщается, что в Новгород пришёл епископ Иоаким, «требища разори и Перуна посече» и оставался епископом новгородским 42 года, пока на его место не заступил его ученик Ефрем. Таким образом смерть Иоакима датируется 1030 годом.
Построил несколько храмов, в том числе деревянный собор во имя Софии, Премудрости Божией «о тринадцати верха́х» (13-купольный, сгорел в 1045 году) и каменную церковь Иоакима и Анны, а также в 998 году основал монастырь, называемый Десятинным или Софийским.
После смерти был погребён в церкви Иоакима и Анны, а в 1698 году его мощи были перенесены в каменный Софийский собор; в алтаре того же храма, на стене, Иоаким изображён первым среди новгородских святителей.
О его деятельности по искоренению язычества в Новгороде сообщаются подробности в приписываемой ему сомнительной Иоакимовской летописи, известной только из труда «История Российская» историка XVIII века Василия Татищева. В XIX веке Иоаким считался автором древнейшей части Новгородской первой летописи. После исследований А. А. Шахматова по русскому летописанию данная атрибуция признана ошибочной. 
В месяцесловах память Иоакима вместе с другими новгородскими святителями указана под 10 февраля и 4 октября. «Святый Иоаким, первый епископ Новгородский, родом корсунянин» назван в сочинении «Описание о российских святых», известном в списках XVIII—XIX веков, где его кончина относится к 6541 (1032/33) году (С. 33). Канонизацией Иоакима считается включение его имени в Собор Новгородских святых при возобновлении празднования Собору в 1981 году (празднование учреждено около 1831 года).